# Steget efter
Steget efter (en suec un pas després) és una pel·lícula sueca de 2005 dirigida per Birger Larsen, basada es basa en el llibre amb el mateix nom de Henning Mankell de 1997.

## Argument
L'agent de policia Kurt Wallander troba el seu company Svedberg mort a casa seva. Al principi sembla que Svedberg es va suïcidar, però resulta que va ser assassinat. L'assassinat també sembla estar relacionat amb l'assassinat de tres joves. Aviat Wallander es troba enmig d'una investigació d'assassinat que només es fa més i més personal. Aprèn de manera difícil que no coneixia Svedberg tan bé com pensava.

## Sobre la pel·lícula
Birger Larsen també va dirigir la història de detectius de Mankell Den 5:e kvinnan 2002. L'enregistrament va tenir lloc del 16 d'agost al 8 d'octubre de 2004 als voltants d'Uddevalla, Vänersborg, Trollhättan i Skaftö.

## Repartiment
- Rolf Lassgård – Kurt Wallander
- Marie Richardson - Maja Thysell
- Christer Fant – Svedberg
- Lars Melin – Martinsson
- Kerstin Andersson – Lisa Holgersson
- Lasse Petterson - Nyberg, tècnic forense
- Gustaf Hammarsten – Åke Larstam
- Josefin Peterson – Isa
- Ingvar Haggren – Harald Sandberg
- Petter Heldt - guàrdia de seguretat
- Emma Klingenberg
- Peter Gantzler – H.C. Moller, policia
- Christer Fjellström – pare
- Robin Stegmar – policia
- Lola Ewerlund
- Ylva Nilsson
- Jan-Erik Emretsson
- Ann-Sofie Andersson
- Tjelvar Eriksson
- Anna Bjelkerud – Ylva Brinck
- Jesper Åvall